# Werner Mölders
Werner Mölders (ur. 18 marca 1913 w Gelsenkirchen, zm. 22 listopada 1941 we Wrocławiu) – niemiecki lotnik, as myśliwski okresu II wojny światowej.
W trakcie wojny domowej w Hiszpanii odniósł 14 zwycięstw powietrznych, a kolejne 101 w trakcie II wojny światowej. Miał duży wpływ na rozwój taktyki walki powietrznej. Szybko awansował i w wieku 27 lat objął dowodzenie pułkiem myśliwskim, a w wieku 28 lat został pułkownikiem i Generalnym Inspektorem Lotnictwa Myśliwskiego. Zginął w wypadku lotniczym.

## Młodość
Mölders urodził się 18 marca 1913 w Gelsenkirchen jako syn nauczyciela Wiktora Möldersa i jego żony Anny Marii Mölders (z domu Riedel). Jego ojciec, służąc w pułku piechoty w stopniu porucznika rezerwy, zginął 2 marca 1915 w trakcie walk w lasach Argonne we Francji. W latach 1919–1931 Mölders chodził do szkoły podstawowej i do gimnazjum w Brandenburgu nad rzeką Hawelą. Na początku 1931 zdał maturę.
Do armii wstąpił w 1932 i początkowo, jako kadet, służył w oddziale piechoty 2 pułku piechoty. W 1934, po przypadkowym locie samolotem pasażerskim, poprosił o przeniesienie do powstającej właśnie Luftwaffe. W 1935, po rozpatrzeniu jego wniosku, uznano go za niezdolnego do służby w lotnictwie ze względu na stan zdrowia. Po powtórnej prośbie został przyjęty warunkowo i rozpoczął szkolenie lotnicze. Miał trudności z dręczącą go chorobą lokomocyjną i wymiotami, ale ostatecznie sobie z nimi poradził.
1 lipca 1935, jako porucznik, Mölders został skierowany do Grupy Lotniczej Schwerin, a 15 marca 1936 został dowódcą 1 eskadry w pułku JG 334, z którą jako pierwszą jednostką lotniczą wylądował w Düsseldorfie podczas zajmowania strefy zdemilitaryzowanej w Nadrenii w marcu 1936. Potem służył jako instruktor w Wiesbaden.

## Wojna domowa w Hiszpanii
W 1938 zgłosił się na ochotnika do Legionu Kondor i brał udział w wojnie domowej w Hiszpanii. Do Hiszpanii przybył statkiem i na ląd zszedł 14 kwietnia 1938 w Kadyksie. Przejął od Adolfa Gallanda dowodzenie 3 eskadrą 88 grupy myśliwskiej, składającej się z czterech eskadr wyposażonych w myśliwce Heinkel He 51.
W trakcie tej wojny wykazał się nie tylko znakomitymi umiejętnościami jako pilot i strzelec, ale przede wszystkim doskonałym zmysłem taktycznym i zdolnościami planowania operacji (→ formacja czterech palców). Jako żarliwy katolik i humanitarysta, Mölders często powodował irytację swoich dowódców, jednak ostatecznie jego talenty militarne przeważyły nad wszystkimi sporami natury teologicznej, jakie toczył z dowództwem.
W wyniku opiekuńczości i bezpośredniości wykazywanej wobec swoich pilotów uzyskał przydomek Vati (tata, ojczulek), którego używał jako drugiego nazwiska, podpisując nim nawet listy.
Od połowy 1938 Mölders zaczął prowadzić w statystyce zestrzeleń Legionu Kondor. W sumie zestrzelił czternaście samolotów – w tym dwa I-15, jedenaście I-16 oraz jeden SB-2, większość z nich latając na nowym Bf 109 C-1. Był to najlepszy wynik wśród pilotów legionu. Za swoje osiągnięcia został odznaczony Złotym Krzyżem Hiszpańskim z Mieczami i Diamentami.
Pod koniec roku powrócił do Niemiec w chwale bohatera i zaangażował się w organizowanie i szkolenie Luftwaffe.
W 1939 został dowódcą 1 eskadry w pułku myśliwskim JG 53.

## II wojna światowa
W momencie rozpoczęcia wojny, wraz ze swoim pułkiem, stacjonował w Wiesbaden i nie brał udziału w wojnie z Polską. Pierwsze zwycięstwo w II wojnie światowej odniósł 20 września 1939, zestrzeliwując Curtissa Hawka H-75 w rejonie na zachód od Merzig.
W październiku objął dowództwo nad III grupą pułku JG 53.
Na podstawie własnych doświadczeń opracował taktykę walki w pionie przeciwko lekkim i zwrotnym myśliwcom Curtiss Hawk H-75, które sprawiały duży problem pilotom niemieckim. Została ona nazwana Vati-Curtiss-Taktik.
W trakcie walk nad Francją 27 maja 1940 osiągnął próg 20 zwycięstw powietrznych, za co został awansowany do stopnia kapitana oraz odznaczony w dniu 29 maja, jako pierwszy pilot myśliwski, Krzyżem Rycerskim Żelaznego Krzyża.
5 czerwca 1940, w trakcie walki powietrznej, został zestrzelony przez Dewoitine D.520 i dostał się do niewoli. Został z niej uwolniony po 2 tygodniach w następstwie klęski Francji.
Po powrocie do Niemiec został awansowany do stopnia majora i w dniu 27 lipca 1940 powierzono mu dowództwo nad pułkiem myśliwskim JG51.
Dzień później, 28 lipca, został ranny w walce nad Dover. Pomimo rany udało mu się dolecieć do Francji, gdzie wylądował awaryjnie w Wissant. Rana nie była bardzo poważna, ale wyłączyła go z aktywnej walki na miesiąc.
20 września 1940, w trakcie bitwy o Anglię, jako pierwszy pilot myśliwski Luftwaffe zgłosił 40 zestrzelenie. Został za nie odznaczony Krzyżem Rycerskim z Liśćmi Dębu.

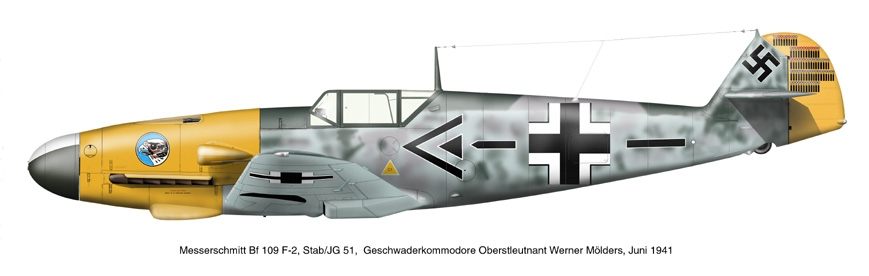
W 1941 roku Werner Mölders latał na samolotach Messerschmitt Bf 109 F-2

Pod koniec 1940 na koncie miał 55 zwycięstw. Dalsze zwycięstwa odniósł na początku 1941 w trakcie walk nad La Manche oraz nad okupowaną Francją. Do maja 1941 odniósł 68 zwycięstw powietrznych, za co został odznaczony 22 czerwca Mieczami do Krzyża Rycerskiego.
W czerwcu 1941 pułk JG 51 został przeniesiony na front wschodni. Mölders jako gorliwy katolik był entuzjastycznie nastawiony do wojny z ZSRR. W ciągu 3 tygodni walk zestrzelił 33 radzieckie samoloty i w dniu 15 lipca osiągnął próg 101 zwycięstw. Za to osiągnięcie, jako pierwszy żołnierz niemiecki, został odznaczony Krzyżem Rycerskim z Liśćmi Dębu, Mieczami i Brylantami. W obawie o jego utratę, Hermann Göring wydał mu osobiście zakaz wykonywania lotów bojowych. Mölders został awansowany na stopień pułkownika i mając zaledwie 28 lat objął stanowisko Generalnego Inspektora Lotnictwa Myśliwskiego. Pełniąc tę funkcję odpowiadał za ustalanie taktycznej i operacyjnej doktryny działania myśliwców Luftwaffe.
Po powrocie do Rosji we wrześniu 1941 założył punkt dowodzenia na lotnisku Czaplinka. Oblatywał podległy sobie odcinek frontu w Storchu wyposażonym w radiostację i wydawał polecenia jednostkom na ziemi i w powietrzu. Był to pierwowzór stacji powietrznego naprowadzania, dzisiejszego AWACS-a. W wyniku tych doświadczeń i dzięki jego inicjatywie wprowadzono w Luftwaffe zasadę kierowania myśliwcami z pierwszej linii. Mölders wykonywał także nieoficjalnie, pomimo zakazu, misje bojowe i dowodził aktywnie JG 51. Przyjmuje się, że nieoficjalnie zestrzelił w ciągu 2 miesięcy kolejne 30 radzieckich samolotów.
13 września 1941 Werner Mölders poślubił Luise Baldauf. Mieli córkę, Verenę, która urodziła się po jego śmierci.
22 listopada 1941 jako pasażer samolotu He 111, podczas fatalnej pogody, wracał z Krymu do Berlina na pogrzeb przyjaciela, pilota Ernsta Udeta. Samolot, którym leciał, rozbił się podczas lądowania na lotnisku we wrocławskim Gądowie. Werner Mölders i pilot samolotu zginęli w katastrofie. Przeżył tylko adiutant Möldersa – major Paul Wenzel. Przy zwłokach znaleziono listy, w których krytykował reżim hitlerowski.

## Po jego śmierci

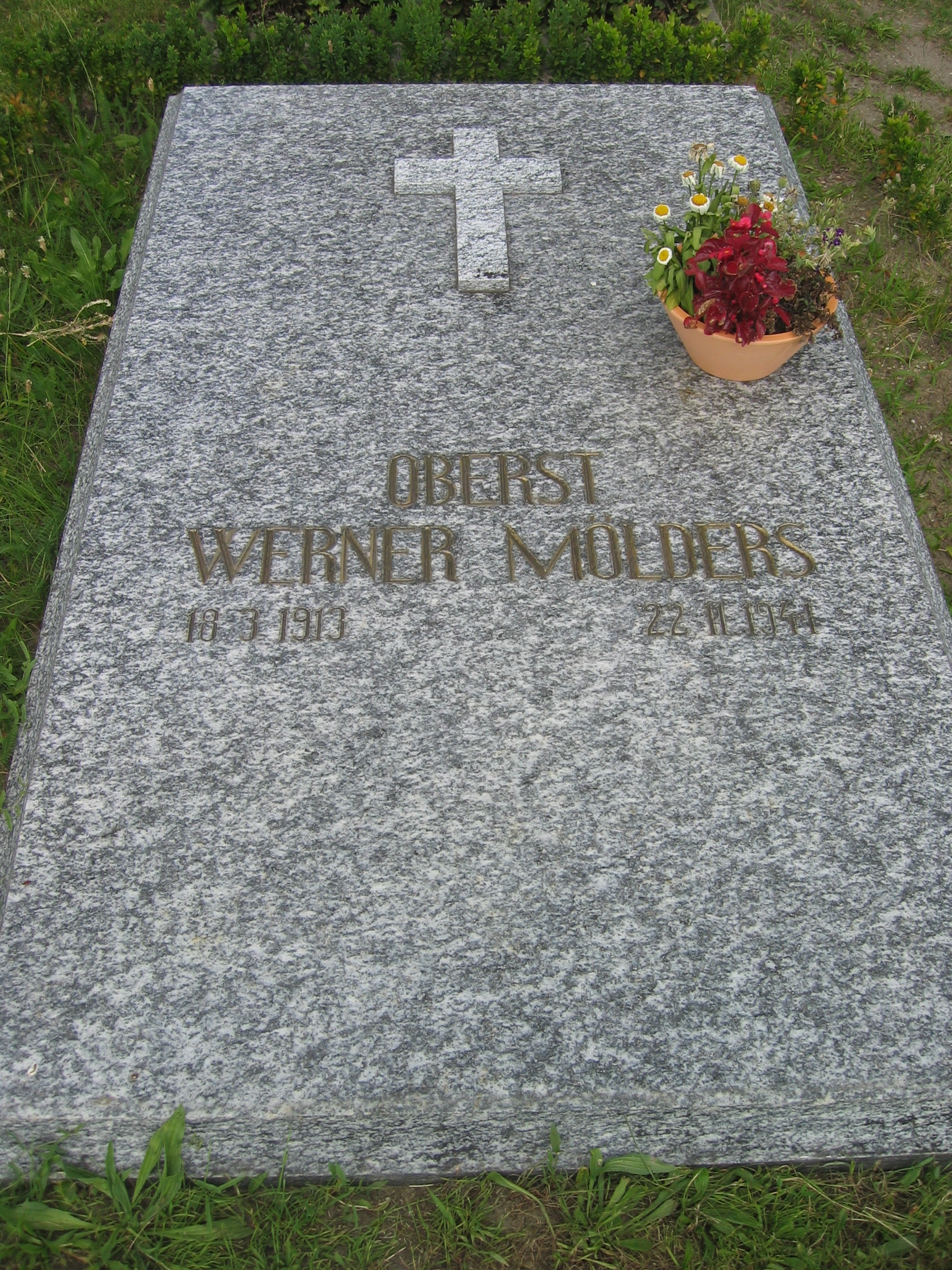
Grób Wernera Möldersa na Cmentarzu Inwalidów w Berlinie

Po śmierci, na jego cześć, nadano pułkowi JG 51 honorowe imię „Mölders”.
13 kwietnia 1968 ochrzczono imieniem „Mölders” niszczyciel D-186 należący do Niemieckiej Marynarki Wojennej, który znajdował się w czynnej służbie w latach 1969-2003. Od 24 czerwca 2005 stanowi on główną atrakcję w Muzeum Marynarki w Wilhelmshaven.
9 listopada 1972 imię „Mölders” zostało nadane koszarom batalionu z 34 pułku łączności w Visselhövede.
W 1973 nadano imię „Mölders” 74 pułkowi myśliwskiemu.

## Odznaczenia
- Krzyż Rycerski Krzyża Żelaznego z Liśćmi Dębu, Mieczami i Brylantami
  - Krzyż Rycerski – 29 maja 1940
  - Liście Dębu (nr 2) – 21 września 1940
  - Miecze (nr 2) – 22 czerwca 1941
  - Brylanty (nr 1) – 15 lipca 1941
- Krzyż Żelazny I Klasy – 2 kwietnia 1940
- Krzyż Żelazny II Klasy – 20 września 1939
- Czarna Odznaka za Rany
- Odznaka za 4 lata Służby w Luftwaffe
- Złoty Krzyż Hiszpanii z Mieczami i Brylantami – 6 lipca 1939
- Złota odznaka pilota frontowego Luftwaffe z Brylantami
- Złota odznaka pilota-obserwatora Luftwaffe z Brylantami – sierpień 1940
- Medalla Militar – Hiszpania; 4 maja 1939
- Medalla de la Campaña Española 1936−1939 – Hiszpania; 4 maja 1939